# Taifu Guan
Der Taifu Guan (chinesisch 太符观, Pinyin Tàifú Guàn) ist ein daoistischer Tempel im Dorf Shangmiao (上庙村) der Großgemeinde Xinghua (杏花镇) in der Stadt Fenyang, die zum Verwaltungsgebiet der bezirksfreien Stadt Lüliang im mittleren Westen der chinesischen Provinz Shanxi gehört. 
Er wurde ursprünglich in der Zeit der Jin-Dynastie der Jurchen erbaut, seine spätesten Gebäude stammen aus der Zeit der Qing-Dynastie.
Der Tempel steht seit 2001 auf der Liste der Denkmäler der Volksrepublik China.